# Естерсунд (аеропорт)
Аеропорт Оре-Естерсунд (швед. Åre Östersunds flygplats) (IATA: OSD, ICAO: ESNZ), раніше відомий як Аеропорт Естерсунд – Фрезон, розташований приблизно за 11 км на захід від Естерсунда , Швеція, та за 94 км на схід від Оре, Швеція. 
Аеропорт відкритий у 1958 році.
Аеропорт — міжнародний і обслужив 465 196 пасажирів у 2015 році. 
.

## Авіалінії та напрямки
| Авіакомпанія                    | Пункт призначення                      |
| ------------------------------- | -------------------------------------- |
| BRA Braathens Regional Airlines | Стокгольм–Бромма                       |
| Jonair                          | Умео                                   |
| Norwegian Air Shuttle           | Сезонний: Стокгольм–Арланда            |
| Scandinavian Airlines           | Стокгольм–Арланда Сезонний: Копенгаген |
| Transavia                       | Сезонний чартер: Амстердам, Гронінген  |

## Пасажирообіг
Див. джерело запитів Вікіданих та джерела.